# 海外領土・自治領の旗一覧
海外領土・自治領の旗一覧（かいがいりょうど・じちりょうのはたいちらん）では、国の一覧に記載されていない海外領土・自治領の旗を一覧する。

## アメリカ合衆国

アメリカ領ヴァージン諸島の旗
アメリカ領サモアの旗
ウェーク島の旗
北マリアナ諸島の旗
グアムの旗
ジョンストン島の旗
プエルトリコの旗
ミッドウェー島の旗

- 以下ではアメリカ合衆国の国旗を使用している
  - セラニャ・バンク
  - ナヴァッサ島
  - バホヌエボ

## イギリス

アクロティリおよびデケリアの旗（公式）
アクロティリおよびデケリアの旗（非公式）
アセンション島の旗[注 1]
アンギラの旗
イギリス領インド洋地域の旗
イギリス領ヴァージン諸島の旗
イギリス領南極地域の旗
ケイマン諸島の旗
サウスジョージア・サウスサンドウィッチ諸島の旗
ジブラルタルの旗（陸上旗）
セントヘレナの旗
タークス・カイコス諸島の旗
トリスタン・ダ・クーニャの旗
バミューダ諸島の旗
ピトケアン島の旗
フォークランド諸島の旗
モントセラトの旗

### 王領

オルダニー島の旗
ガーンジー島の旗（陸上旗）
サーク島の旗
ジャージー島の旗（陸上旗）
ハーム島の旗
マン島の旗（陸上旗）

## オーストラリア

クリスマス島の旗
ココス諸島の旗
ノーフォーク島の旗
ロード・ハウ島の旗（非公式）

- 以下ではオーストラリアの国旗を使用している
  - アシュモア・カルティエ諸島
  - コーラル・シー諸島
  - ハード島とマクドナルド諸島

## オランダ

アルバの旗
キュラソーの旗
シント・マールテンの旗

- 以下はオランダ本国領土の一部である

ボネール島の旗
サバ島の旗
シント・ユースタティウス島の旗

- 以下は現在は存在しない枠組みである

オランダ領アンティルの旗（1959年から1986年まで）
オランダ領アンティルの旗（1986年から2010年まで）

## スペイン
- 以下はスペイン本国領土の一部である
  - カナリア諸島
  - セウタ
  - メリリャ

カナリア諸島の旗
セウタ市の市旗
メリリャ自治都市（メリリャ市）の市旗

## 中華人民共和国

香港の旗
マカオの旗

- 台湾については台湾問題を参照。

## チリ
- 以下はチリ本国領土の一部である
  - イースター島
  - ファン・フェルナンデス諸島

イースター島（ラパヌイ）の旗 （ラパ・ヌイ県の県旗）
ファン・フェルナンデス諸島の旗

## デンマーク

グリーンランドの旗
フェロー諸島の旗

## ニュージーランド

トケラウの旗（非公式）
チャタム諸島の旗
ロス海属領の旗[注 2]

## ノルウェー
- 以下ではノルウェーの国旗を使用している
  - スヴァールバル諸島
  - ブーベ島
  - ヤンマイエン島

## フィンランド
以下はフィンランドの自治州である。

オーランド諸島の旗

## フランス

ウォリス・フツナの旗（準公式）[注 3]
グアドループの旗（非公式）[注 3]
サン・バルテルミー島の旗
サン・マルタンの旗（非公式）[注 3]
サンピエール島・ミクロン島の旗
ニューカレドニアの旗（非公式）[注 3]
フランス領南方・南極地域の旗（フランス領インド洋無人島群も含む）
フランス領ギアナの旗（非公式）[注 3]
フランス領ポリネシアの旗
マルティニークの旗
マヨットの旗（非公式）[注 3]
レユニオンの旗（非公式）[注 3]

- 以下ではフランスの国旗を使用している
  - クリッパートン島
- 元非公式の旗

マルティニークの旗

## ポルトガル
- 以下はポルトガル本国領土の一部である

アゾレス諸島の旗
マデイラ諸島の旗